# IOS 11
iOS 11 — одинадцятий реліз мобільної операційної системи iOS, розробленої компанією Apple Inc. як наступник iOS 10. Про вихід було оголошено на Всесвітній конференції розробників компанії 5 червня 2017 року. Перша бета-версія була випущена для розробників після основної презентації з публічним бета-комплектом для випуску в середині 2017 року і остаточною версією для споживачів в кінці 2017 року.

## Пристрої
- iPhone
  - iPhone 5S
  - iPhone 6
  - iPhone 6 Plus
  - iPhone 6S
  - iPhone 6S Plus
  - iPhone SE
  - iPhone 7
  - iPhone 7 Plus
  - iPhone 8
  - iPhone 8 Plus
  - iPhone X
- iPod Touch
  - iPod Touch (6‑го покоління)
- iPad
  - iPad Air
  - iPad Air 2
  - iPad (2017)
  - iPad Mini 2
  - iPad Mini 3
  - iPad Mini 4
  - iPad Pro